# Croatia Open Umag
Croatia Open Umag är en tennisturnering som spelas årligen i Umag, Kroatien, sedan 1990. Den är en del av 250 Series på ATP-touren och spelas utomhus på grus.

## Resultat

### Singel
| År   | Mästare                                  | Finalist                                 | Resultat                                 |
| ---- | ---------------------------------------- | ---------------------------------------- | ---------------------------------------- |
| 1990 | Goran Prpić                              | Goran Ivanišević                         | 6–3, 4–6, 6–4                            |
| 1991 | Dimitri Poliakov                         | Javier Sánchez                           | 6–4, 6–4                                 |
| 1992 | Thomas Muster                            | Franco Davín                             | 6–1, 4–6, 6–4                            |
| 1993 | Thomas Muster                            | Alberto Berasategui                      | 7–5, 3–6, 6–3                            |
| 1994 | Alberto Berasategui                      | Karol Kučera                             | 6–2, 6–4                                 |
| 1995 | Thomas Muster                            | Carlos Costa                             | 3–6, 7–6(7–5), 6–4                       |
| 1996 | Carlos Moyá                              | Félix Mantilla                           | 6–0, 7–6(7–4)                            |
| 1997 | Félix Mantilla                           | Sergi Bruguera                           | 6–3, 7–5                                 |
| 1998 | Bohdan Ulihrach                          | Magnus Norman                            | 6–3, 7–6(7–0)                            |
| 1999 | Magnus Norman                            | Jeff Tarango                             | 6–2, 6–4                                 |
| 2000 | Marcelo Ríos                             | Mariano Puerta                           | 7–6(7–1), 4–6, 6–3                       |
| 2001 | Carlos Moyá                              | Jerome Golmard                           | 6–4, 3–6, 7–6(7–2)                       |
| 2002 | Carlos Moyá                              | David Ferrer                             | 6–2, 6–3                                 |
| 2003 | Carlos Moyá                              | Filippo Volandri                         | 6–4, 3–6, 7–5                            |
| 2004 | Guillermo Cañas                          | Filippo Volandri                         | 7–5, 6–3                                 |
| 2005 | Guillermo Coria                          | Carlos Moyà                              | 6–2, 4–6, 6–2                            |
| 2006 | Stanislas Wawrinka                       | Novak Đoković                            | 6–6(1–3), uppgivet                       |
| 2007 | Carlos Moyá                              | Andrei Pavel                             | 6–4, 6–2                                 |
| 2008 | Fernando Verdasco                        | Igor Andrejev                            | 3–6, 6–4, 7–6(7–4)                       |
| 2009 | Nikolay Davydenko                        | Juan Carlos Ferrero                      | 6–3, 6–0                                 |
| 2010 | Juan Carlos Ferrero                      | Potito Starace                           | 6–4, 6–4                                 |
| 2011 | Alexandr Dolgopolov                      | Marin Čilić                              | 6–4, 3–6, 6–3                            |
| 2012 | Marin Čilić                              | Marcel Granollers                        | 6–4, 6–2                                 |
| 2013 | Tommy Robredo                            | Fabio Fognini                            | 6–0, 6–3                                 |
| 2014 | Pablo Cuevas                             | Tommy Robredo                            | 6–3, 6–4                                 |
| 2015 | Dominic Thiem                            | João Sousa                               | 6–4, 6–1                                 |
| 2016 | Fabio Fognini                            | Andrej Martin                            | 6–4, 6–1                                 |
| 2017 | Andrey Rublev                            | Paolo Lorenzi                            | 6–4, 6–2                                 |
| 2018 | Marco Cecchinato                         | Guido Pella                              | 6–2, 7–6(7–4)                            |
| 2019 | Dušan Lajović                            | Attila Balázs                            | 7–5, 7–5                                 |
| 2020 | Hölls inte på grund av covid-19-pandemin | Hölls inte på grund av covid-19-pandemin | Hölls inte på grund av covid-19-pandemin |
| 2021 | Carlos Alcaraz                           | Richard Gasquet                          | 6–2, 6–2                                 |
| 2022 | Jannik Sinner                            | Carlos Alcaraz                           | 6–7(5–7), 6–1, 6–1                       |
| 2023 | Alexei Popyrin                           | Stan Wawrinka                            | 6–7(5–7), 6–3, 6–4                       |

### Dubbel
| År   | Mästare                                  | Finalister                               | Resultat                                 |
| ---- | ---------------------------------------- | ---------------------------------------- | ---------------------------------------- |
| 1990 | Vojtech Flegl Daniel Vacek               | Andrei Cherkasov Andrei Olhovskiy        | 6–4, 6–4                                 |
| 1991 | Gilad Bloom Javier Sánchez               | Richey Reneberg David Wheaton            | 7–6, 2–6, 6–1                            |
| 1992 | David Prinosil Richard Vogel             | Sander Groen Lars Koslowski              | 6–3, 6–7, 7–6                            |
| 1993 | Filip Dewulf Tom Vanhoudt                | Jordi Arrese Francisco Roig              | 6–4, 7–5                                 |
| 1994 | Diego Pérez Francisco Roig               | Karol Kučera Paul Wekesa                 | 6–2, 6–4                                 |
| 1995 | Luis Lobo Javier Sánchez                 | David Ekerot László Markovits            | 6–4, 6–0                                 |
| 1996 | Pablo Albano Luis Lobo                   | Girts Dzelde Udo Plamberger              | 6–4, 6–1                                 |
| 1997 | Dinu Pescariu Davide Sanguinetti         | Dominik Hrbatý Karol Kučera              | 7–6, 6–4                                 |
| 1998 | Neil Broad Piet Norval                   | Jiří Novák David Rikl                    | 6–1, 3–6, 6–3                            |
| 1999 | Mariano Puerta Javier Sánchez            | Massimo Bertolini Cristian Brandi        | 3–6, 6–2, 6–3                            |
| 2000 | Álex López Morón Albert Portas           | Ivan Ljubičić Lovro Zovko                | 6–1, 7–6(7–2)                            |
| 2001 | Sergio Roitman Andres Schneiter          | Ivan Ljubičić Lovro Zovko                | 6–2, 7–5                                 |
| 2002 | František Čermák Julian Knowle           | Albert Portas Fernando Vicente           | 6–4, 6–4                                 |
| 2003 | Álex López Morón Rafael Nadal            | Todd Perry Thomas Shimada                | 6–1, 6–3                                 |
| 2004 | José Acasuso Flávio Saretta              | Jaroslav Levinský David Škoch            | 4–6, 6–2, 6–4                            |
| 2005 | Jiří Novák Petr Pála                     | Michal Mertiňák David Škoch              | 6–3, 6–3                                 |
| 2006 | Jaroslav Levinský David Škoch            | Guillermo García López Albert Portas     | 6–4, 6–4                                 |
| 2007 | Lukáš Dlouhý Michal Mertiňák             | Jaroslav Levinský David Škoch            | 6–1, 6–1                                 |
| 2008 | Michal Mertiňák Petr Pála                | Carlos Berlocq Fabio Fognini             | 2–6, 6–3, [10–5]                         |
| 2009 | František Čermák Michal Mertiňák         | Johan Brunström Jean-Julien Rojer        | 6–4, 6–4                                 |
| 2010 | Leoš Friedl Filip Polášek                | František Čermák Michal Mertiňák         | 6–3, 7–6(9–7)                            |
| 2011 | Simone Bolelli Fabio Fognini             | Marin Čilić Lovro Zovko                  | 6–3, 5–7, [10–7]                         |
| 2012 | David Marrero Fernando Verdasco          | Marcel Granollers Marc López             | 6–3, 7–6(7–4)                            |
| 2013 | Martin Kližan David Marrero              | Nicholas Monroe Simon Stadler            | 6–1, 5–7, [10–7]                         |
| 2014 | František Čermák Lukáš Rosol             | Dušan Lajović Franko Škugor              | 6–4, 7–6(7–5)                            |
| 2015 | Máximo González André Sá                 | Mariusz Fyrstenberg Santiago González    | 4–6, 6–3, [10–5]                         |
| 2016 | Martin Kližan David Marrero              | Nikola Mektić Antonio Šančić             | 6–4, 6–2                                 |
| 2017 | Guillermo Durán Andrés Molteni           | Marin Draganja Tomislav Draganja         | 6–3, 6–7(4–7), [10–6]                    |
| 2018 | Robin Haase Matwé Middelkoop             | Roman Jebavý Jiří Veselý                 | 6–4, 6–4                                 |
| 2019 | Robin Haase Philipp Oswald               | Oliver Marach Jürgen Melzer              | 7–5, 6–7(2–7), [14–12]                   |
| 2020 | Hölls inte på grund av covid-19-pandemin | Hölls inte på grund av covid-19-pandemin | Hölls inte på grund av covid-19-pandemin |
| 2021 | Fernando Romboli David Vega Hernández    | Tomislav Brkić Nikola Ćaćić              | 6–3, 7–5                                 |
| 2022 | Simone Bolelli (2) Fabio Fognini (2)     | Lloyd Glasspool Harri Heliövaara         | 5–7, 7–6(8–6), [10–7]                    |
| 2023 | Blaž Rola Nino Serdarušić                | Simone Bolelli Andrea Vavassori          | 4–6, 7–6(7–2), [15–13]                   |